# Microsoft Cognitive Toolkit
Microsoft Cognitive Toolkit（微软认知工具包），前称CNTK，是一个由微軟研究院开发的深度学习框架。Microsoft Cognitive Toolkit通过有向图将神经网络变化为一系列计算步骤。